# Miquel Pons i Riera
Miquel Pons i Riera (Arbúcies, 1 de maig de 1843 - Arbúcies, 15 d'octubre de 1898) va ésser un metge que es llicencià a la Universitat de Barcelona l'any 1872.
Fou regidor durant diferents biennis entre 1875-1882 i en els anys 1890-1893. A causa d'aquests fets, i també per la seua qualificació professional, ocupà càrrecs de responsabilitat dins l'Ajuntament d'Arbúcies, en l'àrea de Policia Urbana i Rural i en l'àrea de Beneficència i Sanitat.
Respecte al catalanisme polític, i sota la direcció de la Unió Catalanista, fou nomenat delegat a les Assemblees de Manresa (1892), Reus (1893), Balaguer (1894) i Olot (1895).